# Schleswig-Holstein-Gottorf

Wappen des Hauses Holstein-Gottorp

Das herzogliche Haus Schleswig-Holstein-Gottorf (oder auch Schleswig-Holstein-Gottorp), ab 1720 nur noch Holstein-Gottorf, war eine Nebenlinie des Hauses Oldenburg. Sie wurde benannt nach Schloss Gottorf bei Schleswig, dem Stammsitz der Familie. Die noch bestehende jüngere Linie des Hauses Gottorf stellt heute den Hauschef des Gesamthauses Oldenburg.
Die Gottorfer Herzöge regierten von 1544 bis zum Beginn des 18. Jahrhunderts das gleichnamige, territorial verstreute Teilherzogtum in Schleswig und Holstein, von 1713 bis 1773 nur noch in Holstein. Aus dem Haus Gottorf gingen zwischen 1751 und 1818 vier schwedische Könige, seit 1762 die russischen Zaren sowie seit 1773 die Herzöge und später Großherzöge von Oldenburg hervor.

## Geschichte

### Geschichtlicher Hintergrund und Territorium

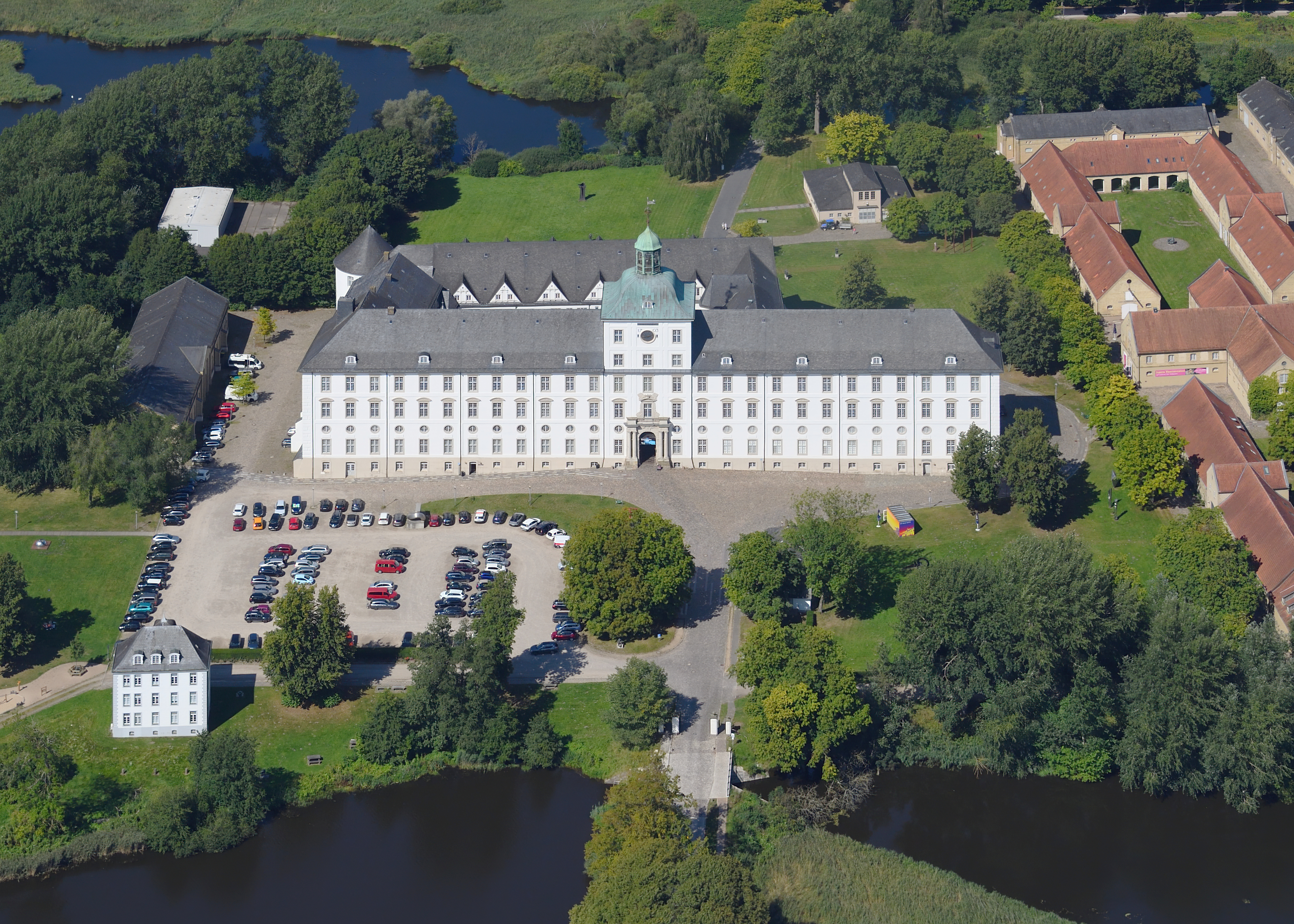
Schloss Gottorf, der namensgebende Stammsitz des Hauses Schleswig-Holstein-Gottorf

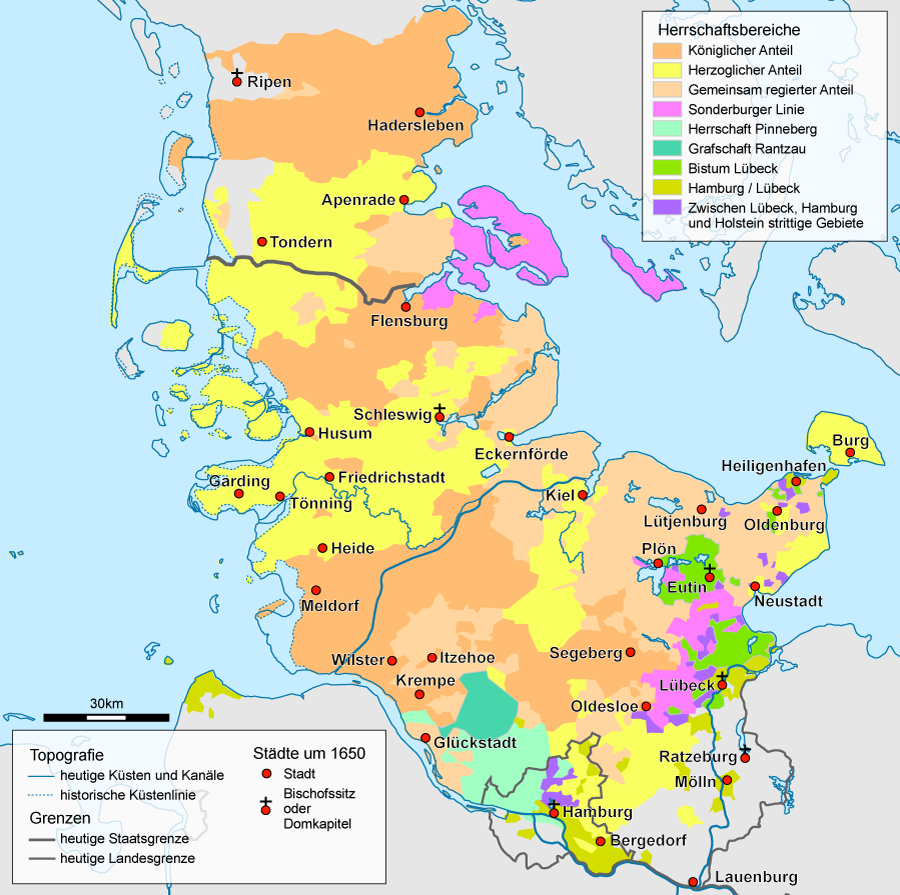
Schleswig und Holstein um 1650. Die Karte zeigt die zersplitterten Herzogtümer, der Gottorfer Anteil ist gelb gekennzeichnet

Friedrich I. von Dänemark und Norwegen war in Personalunion König von Dänemark und Herzog von Schleswig. Er hinterließ bei seinem Tod 1533 vier Söhne. Der jüngste, Friedrich von Dänemark (1532–1556), wurde Bischof. Christian III. wurde als Nachfolger seines Vaters dänischer König. Obwohl der Vertrag von Ripen eine Aufteilung der Herzogtümer verhindern sollte, teilte König Christian III. 1544 mit seinen beiden weiteren Brüdern: Christian erhielt den sogenannten königlichen Anteil. Johann residierte als Herzog von Schleswig-Holstein-Hadersleben in Hadersleben. Den dritten Teil mit der Residenz Schloss Gottorf erhielt Adolf. Als Adolf I. begründete dieser die Linie der Herzöge von Schleswig-Holstein-Gottorf.
Die Aufteilung der einzelnen Verwaltungsgebiete in Schleswig und Holstein geschah zum einen nach der Höhe der Steuereinkünfte, zum anderen beabsichtigt in verstreuten Territorien, damit keine Seite einen dominanten Herrschaftsbereich herausbilden konnte. Das bedeutete aber auch eine erschwerte Verwaltung und – im Falle eines Krieges – nicht zu verteidigende Grenzen. Das Land war ein Flickenteppich von kleineren Verwaltungseinheiten, den sogenannten Ämtern in Holstein, den Harden in Schleswig und den gemeinschaftlich regierten Güterdistrikten.
1580 starb Johann kinderlos. Friedrich II. (der Sohn und Nachfolger Christians III.) und Adolf I. teilten seinen Haderslebener Besitz. Die Herzogtümer zerfielen nun in zwei Teile: Den dänischen, königlichen Teil, dessen Besitzer Friedrich II. war, und den gottorfschen, herzoglichen Teil, dessen Besitzer Adolf I. war. Zum Gottorfer Territorium, das durch Gebietszukäufe und -gewinne unter Herzog Adolf mehr als verdoppelt wurde, gehörten neben den Ländereien um den Stammsitz Gottorf unter anderem Teile Nordfrieslands, die Halbinsel Eiderstedt, das nördliche Dithmarschen, Fehmarn, die Ämter Kiel, Neumünster, Bordesholm, Reinbek, Trittau und Cismar oder das heute zu Dänemark gehörende Tondern.

### Ein politisch und kulturell bedeutender Kleinstaat
Das kleine Herzogtum Schleswig-Holstein-Gottorf entwickelte sich auf politischem und kulturellem Gebiet zu einem bedeutenden Machtfaktor in Nordeuropa. Bereits unter Herzog Adolf wurden zahlreiche Residenzbauten wie die Schlösser von Gottorf und Kiel erweitert oder –, wie die Schlösser von Husum, Reinbek, Tönning und Trittau –, neu errichtet. Ab 1586 stellten Mitglieder des Hauses Schleswig-Holstein-Gottorf auch die Fürstbischöfe von Lübeck und zwischen 1585 und 1634 auch die evangelischen Administratoren des Bistums Bremen. 1620 wurde mit Friedrichstadt der – letztlich erfolglose – Versuch unternommen, eine neue Stadt als Mittelpunkt einer von Spanien bis nach Russland reichenden Handelslinie zu gründen. Erfolgreicher war die Kulturpolitik: 1665 wurde mit kaiserlicher Einwilligung die Christian-Albrechts-Universität zu Kiel gestiftet. Der Gottorfer Riesenglobus gehörte zu den größten technischen Wundern seiner Zeit, und die exotischen Pflanzensammlungen in den Gärten des Residenzschlosses wurden im Gottorfer Codex katalogisiert.

Wappen der Herzöge zu Schleswig-Holstein-Gottorf

Staatsrechtlich gehörte das Herzogtum teilweise zu Dänemark, teilweise zu Deutschland: Der jeweilige Lehnsherr der Gottorfer Herzöge war – für die Gebiete in Holstein – der jeweilige deutsche Kaiser, für die Gebiete in Schleswig, nördlich der Eider, der jeweilige dänische König. Während die deutschen Kaiser wenig Interesse an dem kleinen norddeutschen Herzogtum hatten und es demzufolge nie Konflikte gab, war das Verhältnis zu Dänemark schon im 16. Jahrhundert angespannt. Herzöge und Könige waren gezwungen, in der gemeinsamen Regierung Schleswig-Holsteins zusammenzuarbeiten, wobei jede Seite eigene Interessen verfolgte. Obwohl ursprünglich aus einer dänischen Nebenlinie entstanden, wandten sich die Gottorfer Herzöge in ihrem Streben nach Unabhängigkeit im Laufe der Zeit zunehmend vom dänischen Reich ab und stattdessen dem schwedischen Königreich zu. Anstatt so, wie erhofft, größere Souveränität zu erlangen, führte diese Politik während des 17. Jahrhunderts jedoch zu fortwährenden Konflikten mit Dänemark, die in der wiederholten Besetzung des Herzogtums von 1675 bis 1679 sowie von 1684 bis 1689 gipfelten. Die sogenannte Gottorfer Frage wurde zu einem nordeuropäischen Politikum und konnte auch durch den Altonaer Vertrag nicht dauerhaft gelöst werden. Als Christian Albrecht von Schleswig-Holstein-Gottorf 1695 starb, teilte sich das Haus Schleswig-Holstein-Gottorf in eine ältere Linie, die den Herzog von Schleswig-Holstein-Gottorf stellte, und eine jüngere Linie, die das Hochstift Lübeck erhielt und deren Mitglieder damit Fürstbischöfe von Lübeck waren.

### Niedergang und Ende des Herzogtums
Im Großen Nordischen Krieg verhielt sich das Herzogtum Gottorf zwar offiziell neutral, unterstützte jedoch insgeheim das Königreich Schweden, indem es seine Festung Tönning zur Verfügung stellte. Nachdem Schweden dem feindlichen Bündnis von Dänemark und Russland unterlegen war, wurden die schleswigschen Besitztümer des Herzogtums 1713 daher von der dänischen Krone besetzt. Im Frieden von Frederiksborg wurde diese Annexion 1720 bestätigt. Immerhin gelang es dem herzoglichen Rat von Bassewitz, in diesem Jahr beim Kaiser einen Räumungsbefehl für die ebenfalls besetzten holsteinischen Territorien zu erwirken. 1721 erfolgte auf Schloss Gottorf die Huldigung des dänischen Königs durch den Ritterstand Schleswigs. Die herzogliche Familie regierte fortan als Haus Holstein-Gottorf nur noch die verstreut südlich der Eider liegenden Anteile des Herzogtums – namentlich die Ämter Kiel, Neumünster, Oldenburg, Bordesholm, Trittau, Cismar, Norderdithmarschen, Reinbek, Tremsbüttel und Neustadt – und verlagerte die Residenz ins Kieler Schloss. Faktisch zu einem Duodezstaat degradiert, versuchten die Gottorfer Herzöge im Folgenden, ihre alte Stellung wieder zu erlangen, was ohne den nun geschwächten früheren Bündnispartner Schweden aber nicht gelang. Auch die Versuche des Herzogs Carl Friedrich, als Nachfolger seines Onkels Karl XII. König von Schweden zu werden, scheiterten. Immerhin gelang es ihm aber, 1725 in das russische Zarenhaus einzuheiraten und Anna Petrowna, die Tochter Peters des Großen, zu ehelichen.

Wappen des Hauses Romanow-Holstein-Gottorp

Durch diese familiäre Verbindung gelang den Gottorfern eine Annäherung an Russland, das nach dem Nordischen Krieg als neue europäische Großmacht auftrat. Den einzigen Nachkommen dieser Ehe, Karl Peter Ulrich von Holstein-Gottorf, machte seine Tante mütterlicherseits, die Zarin Elisabeth, die mit Karl August von Schleswig-Holstein-Gottorf aus der fürstbischöflichen Linie verlobt gewesen war, 1742 zum Thronfolger und Großfürsten von Russland. 1762 wurde er als Peter III. Zar von Russland und begründete so die Linie Romanow-Holstein-Gottorf, aus der bis zur Oktoberrevolution von 1917 die Zaren hervorgingen. Das Restherzogtum Holstein-Gottorf wurde nun in Personalunion mit dem Zarenreich verwaltet: In Holstein begann die Großfürstliche Zeit. Peter III. plante sogleich einen Krieg gegen Dänemark, um die Schleswiger Anteile des Gottorfer Herzogtums zurückzugewinnen, wurde aber bereits ein halbes Jahr nach seinem Regierungsantritt gestürzt und ermordet; die Herrschaft übernahm seine Witwe Katharina II. Sie ließ 1773 mit Dänemark den Vertrag von Zarskoje Selo abschließen, der die Herrschaft der Gottorfer auch in Holstein beendete und den Dänischen Gesamtstaat begründete: Der letzte Herzog, Katharinas junger Sohn Paul, musste auf die Herrschaft in Holstein-Gottorf offiziell verzichten, die Herzogtümer Schleswig und Holstein wurden nun gänzlich von den dänischen Königen regiert, das Hochstift Lübeck kam zu Oldenburg.

### Die jüngere Linie
Die jüngere Linie des Hauses Gottorf kam derweil unter dem Sohn von Christian August von Schleswig-Holstein-Gottorf, Adolf Friedrich, auf den Schwedischen Thron. Adolf Friedrichs jüngerer Bruder Friedrich August wurde damit Fürstbischof von Lübeck. Er übernahm 1773 als regierender Herzog die Herrschaft in Oldenburg, das gemäß dem Vertrag von Zarskoje Selo – im Gegenzug für die Gewinnung Holstein-Gottorfs – von Dänemark in die Unabhängigkeit entlassen wurde, und begründete damit die herzogliche, später großherzogliche Linie des Hauses Oldenburg. Diese regierte bis 1918 und stellt heute als älteste überlebende Linie den Hauschef des Gesamthauses Oldenburg.
Gustav IV. Adolf von Schweden ging 1809 ins Exil, sein kinderloser Onkel Karl XIII. musste als dessen Nachfolger 1810 den vom schwedischen Reichstag zum Kronprinzen gewählten französischen Marschall Jean-Baptiste Bernadotte adoptieren, wodurch die Bernadottes 1818 die Holstein-Gottorfer auf dem Thron ablösten.

## Landesherren
| Regierungszeit | Name               | Bemerkungen |
| -------------- | ------------------ | --- |
| 1544–1586      | Adolf I.           | Begründer des Herzogtums |
| 1586–1587      | Friedrich II.      | Sohn von Adolf I. |
| 1587–1590      | Philipp            | Sohn von Adolf I. |
| 1590–1616      | Johann Adolf       | Sohn von Adolf I. |
| 1616–1659      | Friedrich III.     | Sohn von Johann Adolf |
| 1659–1695      | Christian Albrecht | Sohn von Friedrich III. und Gründer der Universität Kiel. Ein jüngerer Sohn von Christian Albrecht war Christian August von Schleswig-Holstein-Gottorf. Dessen Sohn wurde als Adolf Friedrich König von Schweden (1751–1771) und begründete die schwedische Linie der Dynastie, die bis 1818 die schwedischen Könige stellte. Ein weiterer Sohn Christian Albrechts, Friedrich August, Fürstbischof von Lübeck ab 1750, wurde 1773 erster Herzog von Oldenburg. |
| 1695–1702      | Friedrich IV.      | Sohn von Christian Albrecht |
| 1702–1739      | Karl Friedrich     | Sohn von Friedrich IV; minderjährig. Wurde 1713 im Großen Nordischen Krieg von den Dänen aus Gottorf vertrieben; danach waren die Könige von Dänemark auch Herzöge in den zuvor gottorfschen Anteilen von Schleswig; die Gottorfer Herzöge herrschten nun vom Kieler Schloss aus über die gottorfschen Teile von Holstein. Regent war in dieser Zeit sein Onkel Christian August († 1726), der Fürstbischof von Lübeck war.                                     |
| 1739–1762      | Karl Peter Ulrich  | Sohn von Karl Friedrich, wurde als Peter III. 1762 zum russischen Zaren gekrönt und begründete die Linie Romanow-Holstein-Gottorp |
| 1762–1773      | Paul               | Sohn von Karl Peter Ulrich, Zar von Russland 1796–1801; minderjährig |

## Bekannte Mitglieder
- Christine von Schleswig-Holstein-Gottorf (1573–1625), schwedische Königin
- Johann Friedrich von Schleswig-Holstein-Gottorf (1579–1634), Erzbischof von Bremen, Fürstbischof von Lübeck und Bischof von Verden
- Magdalena Sibylla von Schleswig-Holstein-Gottorf (1631–1719), Herzogin von Mecklenburg-Güstrow
- Hedwig Eleonora von Schleswig-Holstein-Gottorf (1636–1715), schwedische Königin
- Augusta Maria von Schleswig-Holstein-Gottorf (1649–1728), deutsche Adelige